# Thyene lindbergi
Thyene lindbergi är en spindelart som beskrevs av Roewer 1961. Thyene lindbergi ingår i släktet Thyene och familjen hoppspindlar. Inga underarter finns listade i Catalogue of Life.